# Samuel Barnett (attore)
Samuel Barnett (Whitby, 25 aprile 1980) è un attore britannico. 
Ha recitato in teatro, per il cinema, la televisione e la radio ed ha ottenuto riconoscimenti per le proprie interpretazioni nelle versioni teatrale e cinematografica di Gli studenti di storia (The History Boys), diretto da Alan Bennett.

## Biografia

### Formazione
Barnett è cresciuto a Whitby nella contea del North Yorkshire, in Inghilterra. Ha iniziato a recitare in tenera età ed ha studiato recitazione presso la London Academy of Music and Dramatic Art (LAMDA).

### Carriera
Barnett ha recitato nella rappresentazione originale a Londra della commedia teatrale Gli studenti di storia (titolo originale The History Boys) di Alan Bennett e, successivamente, nelle produzioni di Broadway (New York), Sydney, Wellington e Hong Kong oltre che nelle sue trasposizioni radiofonica e cinematografica
Nel 2009 ha interpretato il personaggio del pittore John Everett Millais nella mini-serie televisiva Desperate Romantics della BBC e Joseph Severn nel film Bright Star.
Ha recitato nella tragedia Women Beware Women di Thomas Middleton, che è stata messa in scena dal 20 aprile al 4 luglio 2010 al National Theatre. Dal luglio del 2012, ha interpretato i personaggi di Sebastian nella commedia La dodicesima notte e della regina Elisabetta Woodville nel Riccardo III di Shakespeare, in una versione con cast tutto al maschile presso il Globe Theatre e con Mark Rylance nel ruolo del protagonista. La produzione si è spostata nel novembre del 2012 all'Apollo Theatre, nel West End, e nel 2013, al Belasco Theatre di Broadway dove rimarrà fino al febbraio del 2014. A Broadway, Barnett interpreterà ancora Elizabeth Woodville nel Riccardo III e il personaggio di Viola in La dodicesima notte.

### Vita privata
È apertamente gay ed ha una relazione con il regista Adam Penford.

## Filmografia

### Attore

#### Cinema
- Lady Henderson presenta (Mrs Henderson Presents), regia di Stephen Frears (2005)
- The History Boys, regia di Nicholas Hytner (2006)
- Bright Star, regia di Jane Campion (2009)
- Love Tomorrow, regia di Christopher Payne (2012)
- Twelfth Night, regia di Tim Carroll (2013)
- Jupiter - Il destino dell'universo (Jupiter Ascending), regia di Lana e Lilly Wachowski (2015)
- National Theatre Live: The Beaux' Stratagem, regia di Simon Godwin (2015)
- The Lady in the Van, regia di Nicholas Hytner (2015)
- Lee Miller (Lee), regia di Ellen Kuras (2023)

#### Televisione
- Coupling - serie TV, 1 episodio (2001)
- The Inspector Lynley Mysteries - serie TV, 1 episodio (2002)
- Strange - serie TV, 7 episodi (2002-2003)
- Doctors - serial TV, 1 puntata (2003)
- The Royal - serie TV, 1 episodio (2003)
- American Experience - serie TV, 1 episodio (2007)
- Wilfred Owen: A Remembrance Tale, regia di Louise Hooper - film TV (2007)
- John Adams - miniserie TV, 4 puntate (2008)
- Crooked House - miniserie TV, 2 puntate (2008)
- Beautiful People - serie TV, 12 episodi (2008-2009)
- Disperatamente romantici (Desperate Romantics) - serie TV, 6 episodi (2009)
- Miss Marple (Agatha Christie's Marple) - serie TV, episodio 5x04 (2010)
- Birra e patatine (Two Pints of Lager and a Packet of Crisps) - serie TV, 2 episodi (2011)
- Twenty Twelve - serie TV, 5 episodi (2012)
- Vicious - serie TV, 1 episodio (2015)
- Not Safe for Work - serie TV, 6 episodi (2015)
- Il giovane ispettore Morse (Endeavour) - serie TV, episodio 3x01 (2016)
- Penny Dreadful - serie TV, 7 episodi (2016)
- Dirk Gently - Agenzia di investigazione olistica (Dirk Gently's Holistic Detective Agency) - serie TV, 18 episodi (2016-2017)
- The Amazing Mr. Blunden, regia di Mark Gatiss – film TV (2021)
- Four Lives - serie TV (2022)

### Doppiatore
- Cyberpunk 2077 - videogioco (2020)
- Xenoblade Chronicles: Definitive Edition - videogioco (2020)
- Cyberpunk: Edgerunners - serie animata, 1 episodio (2022)
- Elden Ring - videogioco (2022)
- Yenor – episodio pilota (2023)

## Teatro
- The Desires of Frankenstein (2001)
- The Accrington Pals (2002)
- Le nozze di Figaro (2002)
- Wotcha Will (2003)
- His Dark Materials (2003-2004)
- Songs of Innocence and of Experience (2004)
- Notes From New York (2004)
- Gli studenti di storia (2004-2006)
- Yellowing (2005)
- After The Fire (2005)
- When You Cure Me (2005)
- La scelta del mazziere (2007)
- Mathilde – The Musical (2008)
- The Whisky Taster (2010)
- Women Beware Women (2010)
- Rosencrantz e Guildenstern sono morti (2011)
- The Way of the World (2011)
- Riccardo III (2012-2013)
- La dodicesima notte (2012-2013)
- The Beaux' Stratagem (2015)
- Kiss of the Spider Woman (2018)

## Doppiatori italiani
Nelle versioni in italiano dei suoi lavori, Samuel Barnett è stato doppiato da:
- Emiliano Coltorti in The History Boys
- Alessio Puccio in Desperate Romantics
- Andrea Lopez in Bright Star
- Francesco Venditti in Jupiter - Il destino dell'universo
- Daniele Raffaeli in Penny Dreadful
- Flavio Aquilone in Dirk Gently
- Gabriele Patriarca in John Adams
- Teo Bellia in Cyberpunk 2077[8]
- Simone Veltroni in Lee Miller